# Kenscoff
Kenscoff este o comună din arondismentul Port-au-Prince, departamentul Ouest, Haiti, cu o suprafață de 202,76 km2 și o populație de 52.232 locuitori (2009).